# Корније ле Кав
Корније ле Кав (фр. Cornillé-les-Caves) насеље је и општина у западној Француској у региону Лоара, у департману Мен и Лоара која припада префектури Анже.
По подацима из 2011. године у општини је живело 449 становника, а густина насељености је износила 43,26 становника/km². Општина се простире на површини од 10,38 km². Налази се на средњој надморској висини од 80 метара (максималној 80 m, а минималној 19 m).

## Демографија
| 1962. | 1968. | 1975. | 1982. | 1990. | 1999. | 2011. |
| ----- | ----- | ----- | ----- | ----- | ----- | ----- |
| 372   | 406   | 397   | 491   | 469   | 438   | 449   |

График промене броја становника у току последњих година